# Copa Panamericana de Voleibol Femenino Sub-20 de 2015
La Copa Panamericana de Voleibol Femenino Sub-20 de 2015 fue la III edición de este torneo de selecciones femeninas de voleibol categoría sub-18 pertenecientes a la NORCECA y a la Confederación Sudamericana de Voleibol (CSV), se llevó a cabo del 19 al 24 de abril de 2015 en República Dominicana y fue organizado por la Confederación Dominicana de Voleibol bajo la supervisión de la Unión Panamericana de Voleibol.
México, que inició el torneo como campeón defensor, no pudo retener su título y terminó ubicado en cuarto lugar.
La selección de la República Dominicana se consagró como campeona al derrotar en la final del torneo a la selección de Argentina por 3 sets a 1, de esta manera República Dominicana consiguió su primer título en esta competencia panamericana sub-20, antes obtuvo dos medallas de plata en las dos ediciones anteriores del torneo. Por su parte, Argentina, que participó con un equipo de jugadoras categoría sub-18, se llevó la medalla de plata en su primera participación en este torneo.
La medalla de bronce recayó sobre Chile que derrotó a México por 3 sets a 1 en el partido por el tercer lugar, con este resultado Chile completó el podio y obtuvo su primera medalla en lo que a competencias panamericanas de voleibol respecta.

## Equipos participantes
Esta edición la Copa Panamericana sub-20 contó solo con 6 selecciones, equipos como Brasil y Perú (1.° y 2.° respectivamente en el sudamericano sub-20 de 2014) o Estados Unidos y Cuba (primero y segundo en el campeonato Norceca sub-20 de 2014) no se inscribieron en el torneo y por lo tanto no participarán en él. Las selecciones invitadas debieron confirmar su participación hasta 30 días antes del inició de la competencia.

### NORCECA (Confederación del Norte, Centroamérica y del Caribe)
- Costa Rica
- México
- Nicaragua
- República Dominicana (local)

### CSV (Confederación Sudamericana de Vóley)
- Argentina
- Chile

## Formato de competición
El torneo se juega dividido en dos fases: un grupo único y una fase final.
Las 6 selecciones participantes forman un grupo único en el que se juega con un sistema de todos contra todos y los equipos son clasificados de acuerdo a los puntos obtenidos en los partidos jugados que son otorgados de la siguiente manera:
- Partido con resultado final 3-0: 5 puntos al ganador y 0 puntos al perdedor.
- Partido con resultado final 3-1: 4 puntos al ganador y 1 puntos al perdedor.
- Partido con resultado final 3-2: 3 puntos al ganador y 2 puntos al perdedor.

Si al finalizar los partidos del grupo único dos o más equipos terminan igualados en puntos se aplican los siguientes criterios de desempate:
- Proporción entre los puntos ganados y los puntos perdidos (Puntos ratio).
- Proporción entre los sets ganados y los sets perdidos (Sets ratio).
- Si el empate persiste se le da prioridad al equipo que haya ganado el último partido entre los equipos implicados.
- Si el empate persiste entre tres equipos se realiza una nueva clasificación solo tomando en cuenta los partidos entre los equipos involucrados.

Todos los equipos pasan a jugar en la fase final aunque a instancias distintas según la ubicación conseguida en el grupo único.
En la fase final los equipos ubicados en quinto y sexto lugar en el grupo único juega por el quinto y sexto puesto, los ubicados en cuarto y tercer lugar juegan por el tercer y cuarto puesto de la clasificación final y los equipos ubicados en primer y segundo lugar juegan la final del torneo.

## Calendario
Calendario del torneo presentado el 14 de abril de 2015.
| Fase        | Jornada   | Fecha               |
| ----------- | --------- | ------------------- |
| Grupo único | Jornada 1 | 19 de abril de 2015 |
| Grupo único | Jornada 2 | 20 de abril de 2015 |
| Grupo único | Jornada 3 | 21 de abril de 2015 |
| Grupo único | Jornada 4 | 22 de abril de 2015 |
| Grupo único | Jornada 5 | 23 de abril de 2015 |
| Fase final  | Jornada 6 | 24 de abril de 2015 |

## Resultados
- Sede: Pabellón Ricardo Arias, Santo Domingo, República Dominicana.
- Las horas indicadas corresponden al huso horario local de la República Dominicana (Tiempo Estándar del Atlántico – AST): UTC-4

### Grupo único
– Clasificados a la final. 
     – Pasan a disputar el partido por el 3.er y 4.° lugar.
     – Pasan a disputar el partido por el 5.° y 6.° lugar.
|     |                      |     | Partidos | Partidos | Partidos | Sets | Sets | Sets  | Puntos | Puntos | Puntos |
| Pos | Equipo               | Pts | PJ       | PG       | PP       | SG   | SP   | Ratio | PG     | PP     | Ratio  |
| --- | -------------------- | --- | -------- | -------- | -------- | ---- | ---- | ----- | ------ | ------ | ------ |
| 1   | República Dominicana | 25  | 5        | 5        | 0        | 15   | 0    | MAX   | 375    | 191    | 1.963  |
| 2   | Argentina            | 20  | 5        | 4        | 1        | 12   | 3    | 4.000 | 355    | 254    | 1.398  |
| 3   | México               | 13  | 5        | 3        | 2        | 9    | 8    | 1.125 | 362    | 303    | 1.195  |
| 4   | Chile                | 12  | 5        | 2        | 3        | 8    | 9    | 0.889 | 350    | 331    | 1.057  |
| 5   | Costa Rica           | 5   | 5        | 1        | 4        | 3    | 12   | 0.250 | 223    | 364    | 0.613  |
| 6   | Nicaragua            | 0   | 5        | 0        | 5        | 0    | 15   | 0.000 | 155    | 375    | 0.413  |

| Fecha       | Hora  | Partido         | Partido   | Partido    | Sets  | Sets  | Sets  | Sets  | Sets  | Puntuación total | Reporte |
| Fecha       | Hora  |                 | Resultado |            | 1     | 2     | 3     | 4     | 5     | Puntuación total | Reporte |
| ----------- | ----- | --------------- | --------- | ---------- | ----- | ----- | ----- | ----- | ----- | ---------------- | ------- |
| 19 de abril | 15:00 | Chile           | 3 – 0     | Costa Rica | 25-15 | 25-14 | 25-12 | -     | -     | 75 – 41          | P2 P3   |
| 19 de abril | 17:00 | Argentina       | 3 – 0     | México     | 25-23 | 25-19 | 25-17 | -     | -     | 75 – 59          | P2 P3   |
| 19 de abril | 19:00 | Rep. Dominicana | 3 – 0     | Nicaragua  | 25-3  | 25-7  | 25-5  | -     | -     | 75 – 15          | P2 P3   |
| 20 de abril | 15:00 | Nicaragua       | 0 – 3     | Argentina  | 8-25  | 10-25 | 8-25  | -     | -     | 26 – 75          | P2 P3   |
| 20 de abril | 17:00 | México          | 3 – 2     | Chile      | 21-25 | 21-25 | 25-22 | 25-22 | 15-11 | 107 – 105        | P2 P3   |
| 20 de abril | 19:00 | Rep. Dominicana | 3 – 0     | Costa Rica | 25-7  | 25-9  | 25-16 | -     | -     | 75 – 32          | P2 P3   |
| 21 de abril | 15:00 | México          | 3 – 0     | Nicaragua  | 25-6  | 25-5  | 25-6  | -     | -     | 75 – 17          | P2 P3   |
| 21 de abril | 17:00 | Argentina       | 3 – 0     | Costa Rica | 25-12 | 25-13 | 25-19 | -     | -     | 75 – 44          | P2 P3   |
| 21 de abril | 19:00 | Rep. Dominicana | 3 – 0     | Chile      | 25-18 | 25-16 | 25-9  | -     | -     | 75 – 43          | P2 P3   |
| 22 de abril | 15:00 | Costa Rica      | 0 – 3     | México     | 10-25 | 10-25 | 11-25 | -     | -     | 31 – 75          | P2 P3   |
| 22 de abril | 17:00 | Chile           | 3 – 0     | Nicaragua  | 25-10 | 25-15 | 25-8  | -     | -     | 75 – 33          | P2 P3   |
| 22 de abril | 19:00 | Rep. Dominicana | 3 – 0     | Argentina  | 25-19 | 25-22 | 25-14 | -     | -     | 75 – 55          | P2 P3   |
| 23 de abril | 15:00 | Nicaragua       | 0 – 3     | Costa Rica | 23-25 | 21-25 | 20-25 | -     | -     | 64 – 75          | P2 P3   |
| 23 de abril | 17:00 | Argentina       | 3 – 0     | Chile      | 25-19 | 25-22 | 25-11 | -     | -     | 75 – 52          | P2 P3   |
| 23 de abril | 19:00 | Rep. Dominicana | 3 – 0     | México     | 25-21 | 25-16 | 25-9  | -     | -     | 75 – 46          | P2 P3   |

### Fase final

#### Partido 5.° y 6.° puesto
| Fecha       | Hora  | Partido    | Partido   | Partido   | Sets  | Sets  | Sets  | Sets  | Sets | Puntuación total | Reporte |
| Fecha       | Hora  |            | Resultado |           | 1     | 2     | 3     | 4     | 5    | Puntuación total | Reporte |
| ----------- | ----- | ---------- | --------- | --------- | ----- | ----- | ----- | ----- | ---- | ---------------- | ------- |
| 24 de abril | 15:00 | Costa Rica | 3 – 0     | Nicaragua | 25-23 | 12-25 | 25-21 | 25-16 | -    | 87 – 85          | P2 P3   |

#### Partido3.ery 4.° puesto
| Fecha       | Hora  | Partido | Partido   | Partido | Sets  | Sets  | Sets  | Sets  | Sets | Puntuación total | Reporte |
| Fecha       | Hora  |         | Resultado |         | 1     | 2     | 3     | 4     | 5    | Puntuación total | Reporte |
| ----------- | ----- | ------- | --------- | ------- | ----- | ----- | ----- | ----- | ---- | ---------------- | ------- |
| 24 de abril | 17:00 | México  | 1 – 3     | Chile   | 20-25 | 25-22 | 20-25 | 18-25 | -    | 83 – 97          | P2 P3   |

#### Final
| Fecha       | Hora  | Partido         | Partido   | Partido   | Sets  | Sets  | Sets  | Sets  | Sets | Puntuación total | Reporte |
| Fecha       | Hora  |                 | Resultado |           | 1     | 2     | 3     | 4     | 5    | Puntuación total | Reporte |
| ----------- | ----- | --------------- | --------- | --------- | ----- | ----- | ----- | ----- | ---- | ---------------- | ------- |
| 24 de abril | 19:00 | Rep. Dominicana | 3 – 1     | Argentina | 25-20 | 25-22 | 20-25 | 25-15 | -    | 95 – 82          | P2 P3   |

## Clasificación final
| Pos. | Equipo               |
| ---- | -------------------- |
| 1    | República Dominicana |
| 2    | Argentina            |
| 3    | Chile                |
| 4    | México               |
| 5    | Costa Rica           |
| 6    | Nicaragua            |

## Distinciones individuales
Fuente: NORCECA
| Distinción        | Nombre                 | Equipo               |
| ----------------- | ---------------------- | -------------------- |
| MVP               | Gaila González         | República Dominicana |
| Mejor Opuesta     | Anahi Tosi             | Argentina            |
| Máxima Anotadora  | Gaila González         | República Dominicana |
| Mejor Ataque      | Natalia Martínez       | República Dominicana |
| Mejor Servicio    | Natalia Martínez       | República Dominicana |
| 2.° Mejor Ataque  | María Rodríguez        | México               |
| Mejor Bloqueo     | Candelaria Herrera     | Argentina            |
| 2.° Mejor Bloqueo | Jineiry Martínez       | República Dominicana |
| Mejor Recepción   | Larysmer Martínez      | República Dominicana |
| Mejor Defensa     | Gabriela Urretaviscaya | Chile                |
| Mejor Líbero      | Gabriela Urretaviscaya | Chile                |
| Mejor Acomodadora | Yocaty Pérez           | República Dominicana |